# Пансіонат

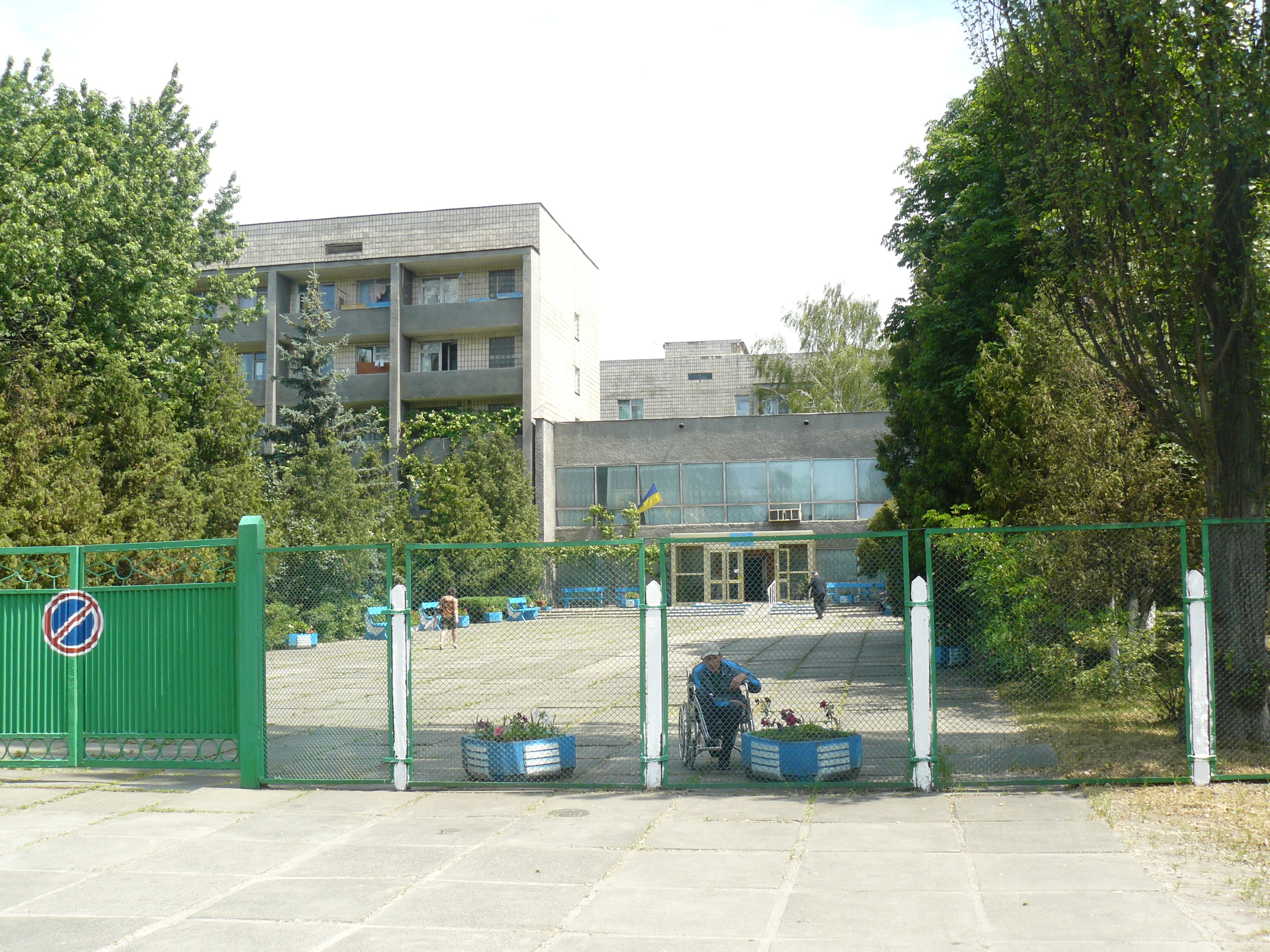
Київський пансіонат ветеранів праці

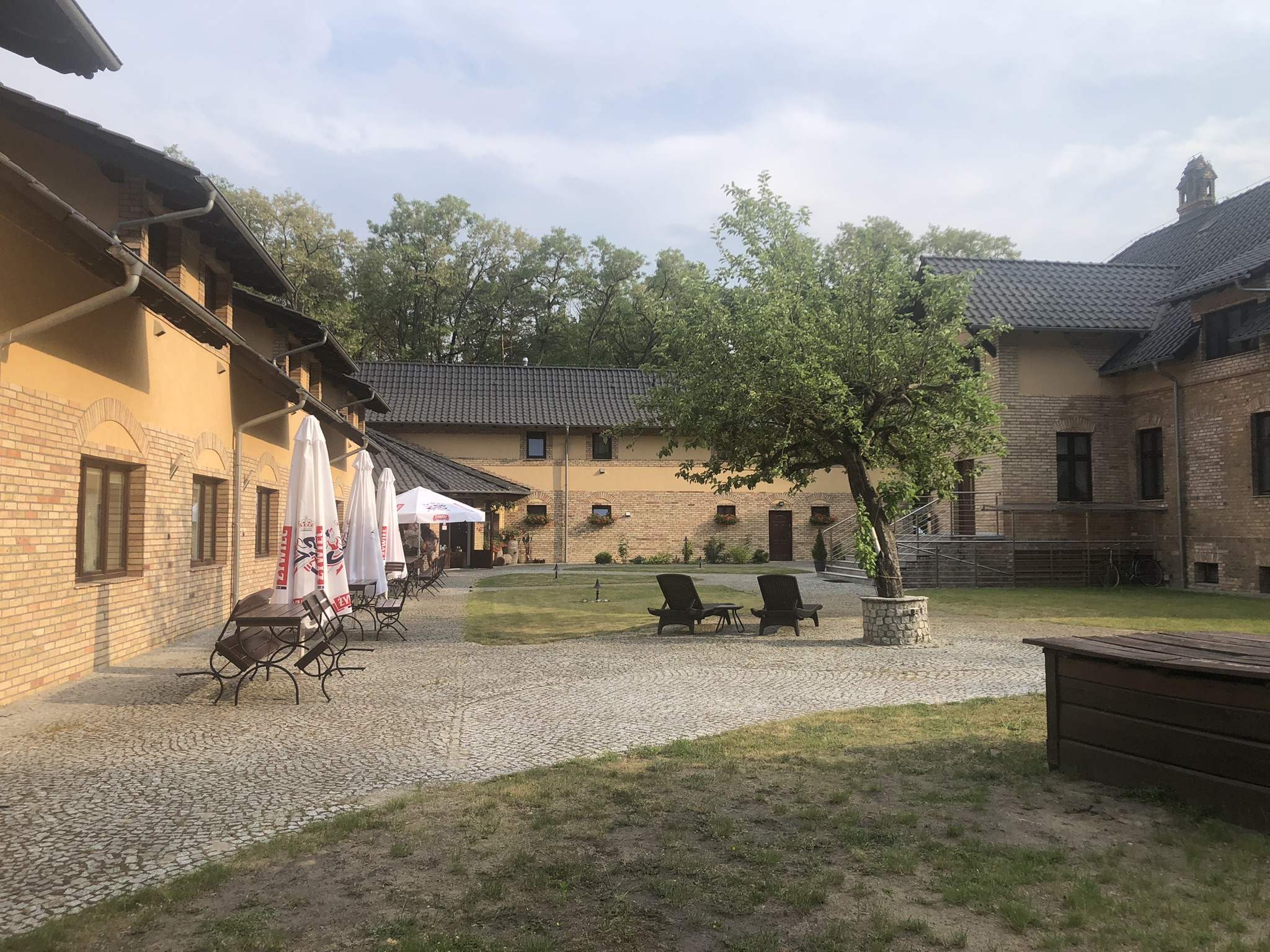
Туристичний пансіонат у Польщі

Пансіонат (франц. pensionnat; від лат.-pensio) — рекреаційний заклад, дім відпочинку, або певний готель, де людина може поновити власні фізичні ресурси, оздоровитися та відпочити. Також в багатьох країнах функціонують геріатричні пансіонати.

## В Україні
На території України пансіонатні заклади діють на підставі Закону України «Про курорти».
Геріатричні пансіонати в Україні діють на підставі Типового положення про заклади даного профілю.